# Орискані-Фоллс (Нью-Йорк)
Орискані-Фоллс (англ. Oriskany Falls) — селище (англ. village) в США, в окрузі Онейда штату Нью-Йорк. Населення — 658 осіб (2020).

## Географія
Орискані-Фоллс розташоване за координатами 42°56′17″ пн. ш. 75°27′49″ зх. д. / 42.93806° пн. ш. 75.46361° зх. д. (42.937990, -75.463610).  За даними Бюро перепису населення США в 2010 році селище мало площу 1,31 км², уся площа — суходіл.

## Демографія
Згідно з переписом 2010 року, у селищі мешкали 732 особи в 305 домогосподарствах у складі 184 родин. Густота населення становила 558 осіб/км².  Було 328 помешкань (250/км²).
Расовий склад населення:
| - 96,4 % — білих - 1,0 % — азіатів - 0,5 % — чорних або афроамериканців |

До двох чи більше рас належало 2,0 %. Частка іспаномовних становила 0,5 % від усіх жителів.
За віковим діапазоном населення розподілялося таким чином: 24,7 % — особи молодші 18 років, 58,1 % — особи у віці 18—64 років, 17,2 % — особи у віці 65 років та старші. Медіана віку мешканця становила 36,8 року. На 100 осіб жіночої статі у селищі припадало 99,5 чоловіків;  на 100 жінок у віці від 18 років та старших — 94,7 чоловіків також старших 18 років.
Середній дохід на одне домашнє господарство  становив 61 424 долари США (медіана — 54 063), а середній дохід на одну сім'ю — 63 220 доларів (медіана — 60 859). Медіана доходів становила 44 737 доларів для чоловіків та 30 250 доларів для жінок. За межею бідності перебувало 8,7 % осіб, у тому числі 14,0 % дітей у віці до 18 років та 14,8 % осіб у віці 65 років та старших.
Цивільне працевлаштоване населення становило 364 особи. Основні галузі зайнятості: освіта, охорона здоров'я та соціальна допомога — 25,0 %, мистецтво, розваги та відпочинок — 12,1 %, виробництво — 9,9 %, будівництво — 9,3 %.